# Tell Dahab, Hama
Tal Dahab (tiếng Ả Rập: تل ذهب) là một ngôi làng Syria nằm ở phó huyện Salamiyah thuộc huyện Salamiyah, Hama. Theo Cục Thống kê Trung ương Syria (CBS), Tal Dahab có dân số 660 trong cuộc điều tra dân số năm 2004.